# Grace Loibach Nawowuna

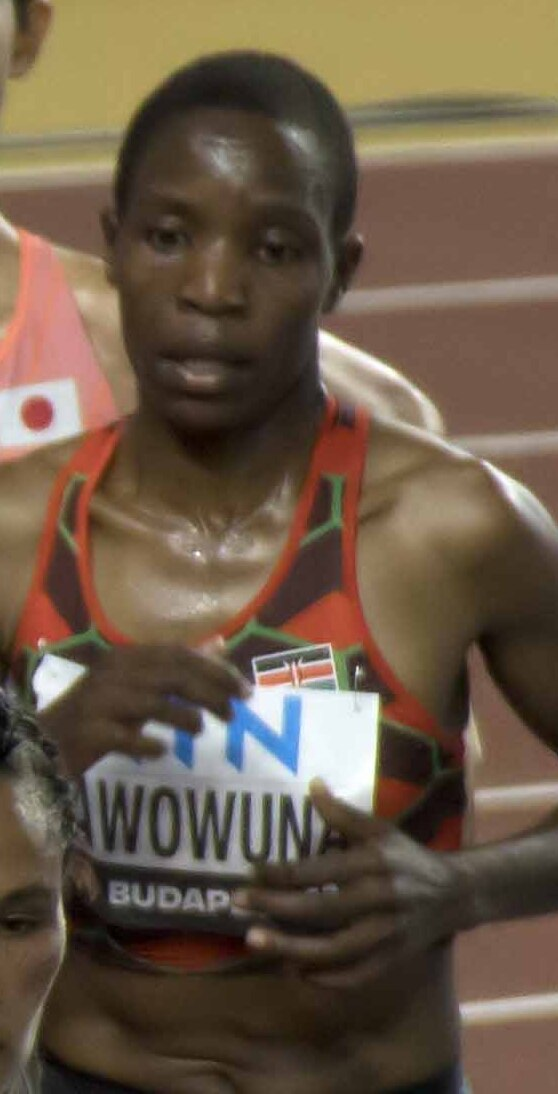

Grace Loibach Nawowuna (* 10. November 2003) ist eine kenianische Leichtathletin, die sich auf den Langstreckenlauf spezialisiert hat.

## Sportliche Laufbahn
Erste internationale Erfahrungen sammelte Grace Loibach Nawowuna bei den Crosslauf-Weltmeisterschaften 2023 in Bathurst, bei denen sie nach 34:13 min auf den vierten Platz im Einzelrennen gelangte und zudem sie der Teamwertung die Goldmedaille gewann. Im August belegte sie bei den Weltmeisterschaften in Budapest in 31:38,17 min den neunten Platz im 10.000-Meter-Lauf.

## Persönliche Bestzeiten
- 3000 Meter: 9:19,56 min, 2. Juli 2021 in Nairobi
- 5000 Meter: 14:42,63 min, 9. Juni 2023 in Paris
- 10.000 Meter: 29:47,42 min, 3. Juni 2023 in Hengelo